# Eterna SA
Der Schweizer Uhrenhersteller Eterna wurde 1856 vom Arzt Josef Girard und dem Schullehrer Urs Schild als Rohwerke-Hersteller Girard & Schild im solothurnischen Grenchen gegründet. Er ist damit das älteste Grenchner Industrie-Unternehmen und auch Keimzelle des grössten Schweizer Uhrwerke-Herstellers ETA SA.

## Chronik
- Am 7. Januar 1851 erwarben Josef Girard und Anton Schild einen Gemeinderatsbeschluss zur Ansiedlung des Uhrengewerbes in Grenchen. Der Gemeinderat erteilte den genannten Personen am 16. August den Auftrag, die Ausbildung von Uhrmacherlehrlingen zu organisieren.
- 1852 wurde der Lehrer Urs Schild nebenamtlich Buchhalter und Schreiber bei der neugegründeten Rohwerkfabrik Girard Frères & Kunz.[1]
- Am 7. November 1856 gründeten der Arzt Josef Girard und der 27-jährige Schullehrer Urs Schild in Grenchen unter Aufkauf der vorgenannten Fabrik, die in Konkurs ging, die Rohwerkefabrik „Dr. Girard & Schild“, die Wiege der Uhrenmanufaktur Eterna. Acht Jahre später regelte das Unternehmen schriftlich die gegenseitigen Rechte und Pflichten von Arbeitgebern und Arbeitnehmern.[1]
- 1858 hielten die ersten Eisenbahnzüge auf ihrem Weg von Solothurn nach Biel auch in Grenchen, wodurch sich die logistischen Bedingungen für das Unternehmen erheblich verbesserten.
- 1866 verliess Girard das Unternehmen und verkaufte seine Anteile für 35.000 Schweizerfranken an Urs Schild, um sich fortan wieder ganz dem erlernten Beruf als Arzt widmen zu können. Als nunmehriger Alleininhaber wandelte Schild die Firma in Präzisionsuhren-Fabrik Gebrüder Schild um.[2]
- Ab 1870 wurden erste ansatzweise automatisierte Fertigungsmaschinen eingesetzt, die statt wie bisher durch die Dorfbach-Wasserkraft durch eine Dampfmaschine angetrieben wurden. Aufgrund der präziseren Fertigung der Einzelteile gehörte Eterna zu den ersten Herstellern, der für Reparaturen vorgefertigte Ersatzteile anbieten konnte, was die Kosten durch weniger Nacharbeiten deutlich senkte.
- 1874 wurden rund 300 Arbeiter beschäftigt, die eine Lohnkürzung akzeptierten, um das Überleben der Firma in einer eingetretenen Absatzkrise zu gewährleisten
- 1875 kam die erste komplett im eigenen Hause gefertigte Eterna-Uhr in den Versand.
- 1882 nahm Urs Schild ein Mandat als Schweizer Nationalrat an. Sechs Jahre später, 1888, im Alter von 58 Jahren, verstarb er. Im darauffolgenden Jahr 1889 erschien erstmals der Name Eterna auf dem Zifferblatt einer Taschenuhr.
- 1900 wurde der Betrieb umgerüstet und der Dampfmaschinen-Antrieb durch den elektrischen ersetzt.
- 1908 reichte Eterna das Patent für den weltweit ersten Armbandwecker ein. Sechs Jahre später stellte Eterna an der Schweizerischen Landesausstellung die weltweit erste Armbanduhr mit Wecker vor.
- 1930 brachte Eterna die kleinste seriengefertigte Damenarmbanduhr mit einem Baguettewerk (Formwerk) auf den Markt.
- 1947 stattete Eterna Thor Heyerdahls Expeditionsmannschaft auf der Kon-Tiki mit robusten und wasserdichten Sport-Armbanduhren aus. Die Mannschaft segelte mit einem Balsa-Floss von Peru zu den ostpolynesischen Inseln.
- 1948 wurde mit Eterna-Matic die wichtigste Entwicklung in der Geschichte Eternas vorgestellt, der Kugellager-Rotor für den automatischen Aufzug. Noch heute zeigt das Firmenlogo fünf Kugeln, die auf diese Erfindung, die bis heute die vorwiegende Rotorlagerung ist, hinweisen.
- 1958 wurde in der Damenarmbanduhr Golden Heart das damals kleinste Automatikwerk eingebaut. Um trotz des geringen Radius genügend Trägheitsmoment für einen zuverlässigen Aufzug zu gewähren, wurde ein Rotor aus massivem Gold verwendet.
- 1962 wurden zwei besonders flache Automatikwerke namens Eterna-Matic 3000 präsentiert.
- 1980 stellte Eterna die mit 0,98 mm flachste Quarzarmbanduhr vor.
- 1993 wurde eine vom Automobildesigner Pininfarina entworfene Sportuhrenlinie vorgestellt.
- 1995 übernahm die F.A. Porsche Beteiligungen die Eterna SA.
- 1998 wurde die neue Porsche-Design-Uhrenlinie vorgestellt. F.A. Porsche hatte die Verträge mit IWC zum Ablauf des Jahres 1997 auslaufen lassen. Auch die neuen Porsche Design Uhren haben zum Teil Gehäuse und Bänder aus Titan, einige Sondermodelle werden wie ältere Porsche Design-Modelle matt schwarz beschichtet.
- 2001 baute Eterna die Quarzuhr im Stadion des Hamburger Sport Vereins, die seit August 2001 die Zugehörigkeit des Vereins zur 1. Bundesliga seit der Gründung der Liga anzeigt, als Einzelfertigung. Als die Uhr im November 2012 zu schlagen aufhörte, wurde sie im April 2013 durch eine Neuanfertigung seitens Eterna ersetzt.
- 2004 besann sich Eterna ihrer Manufaktur-Vergangenheit und kreierte das Kaliber 6036.
- 2006 folgte zum 150. Geburtstag die Manufaktur-Automatik 3030, 2007 das Kaliber 6037 und ein halbes Jahrhundert nach der Eterna-Matic unterstrich der „Spherodrive“ 2009 die Bedeutung winziger Kugellager in der mechanischen Uhrmacherei.
- 2011 wurde Eterna vom chinesischen Unternehmen China Haidian übernommen.

## Bilder-Galerie

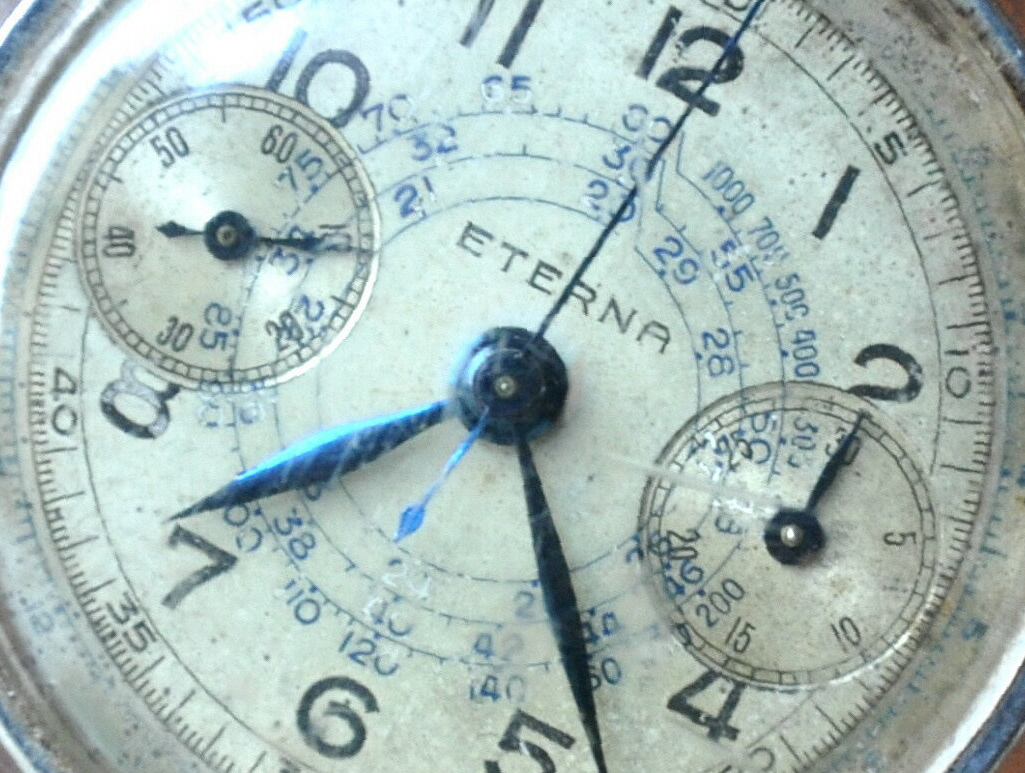
Eterna, Detail
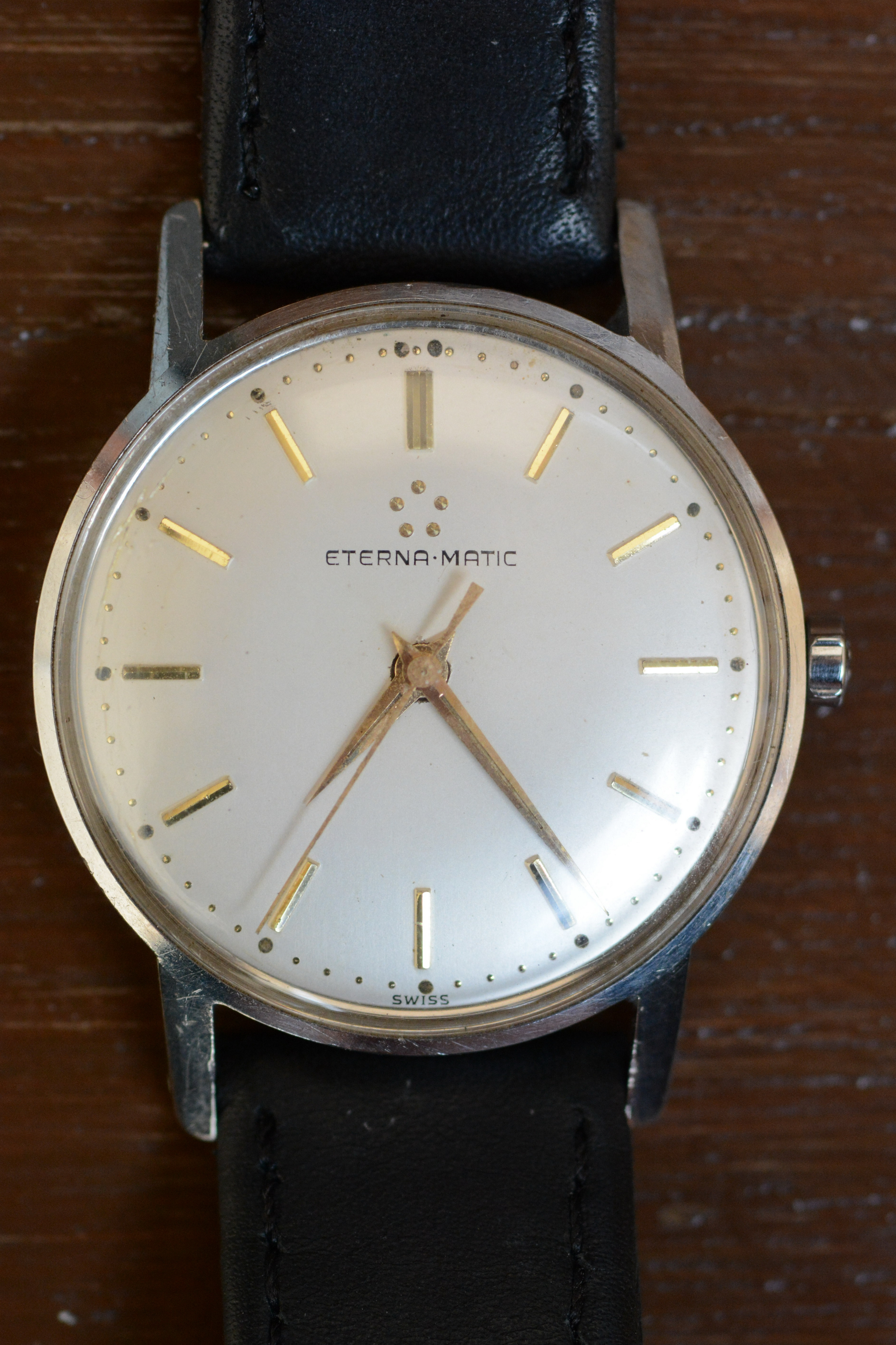
Eterna-Matic, Kaliber 1414U, 1958
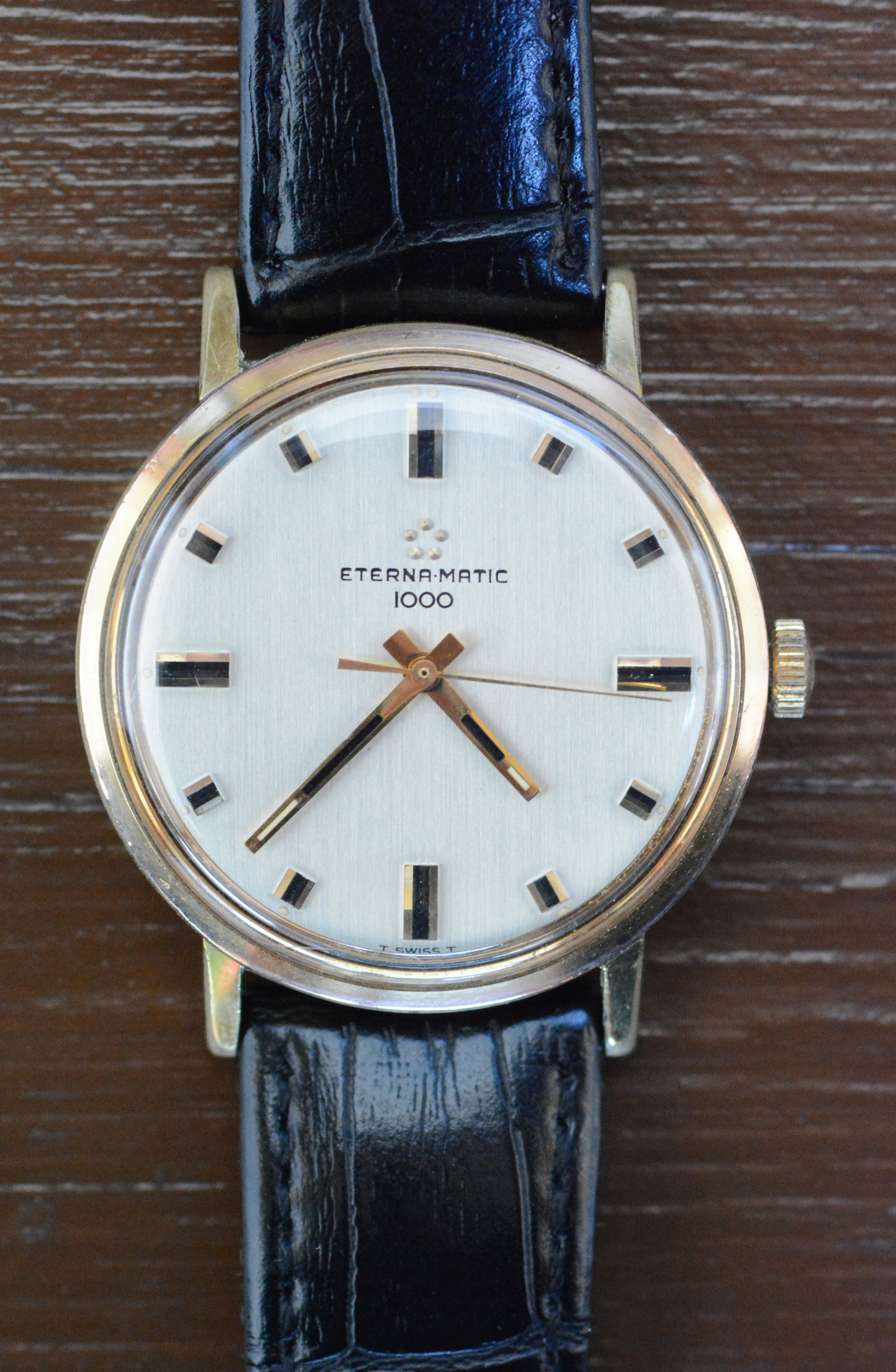
Eterna-Matic 1000, Kaliber 1479K, 1966
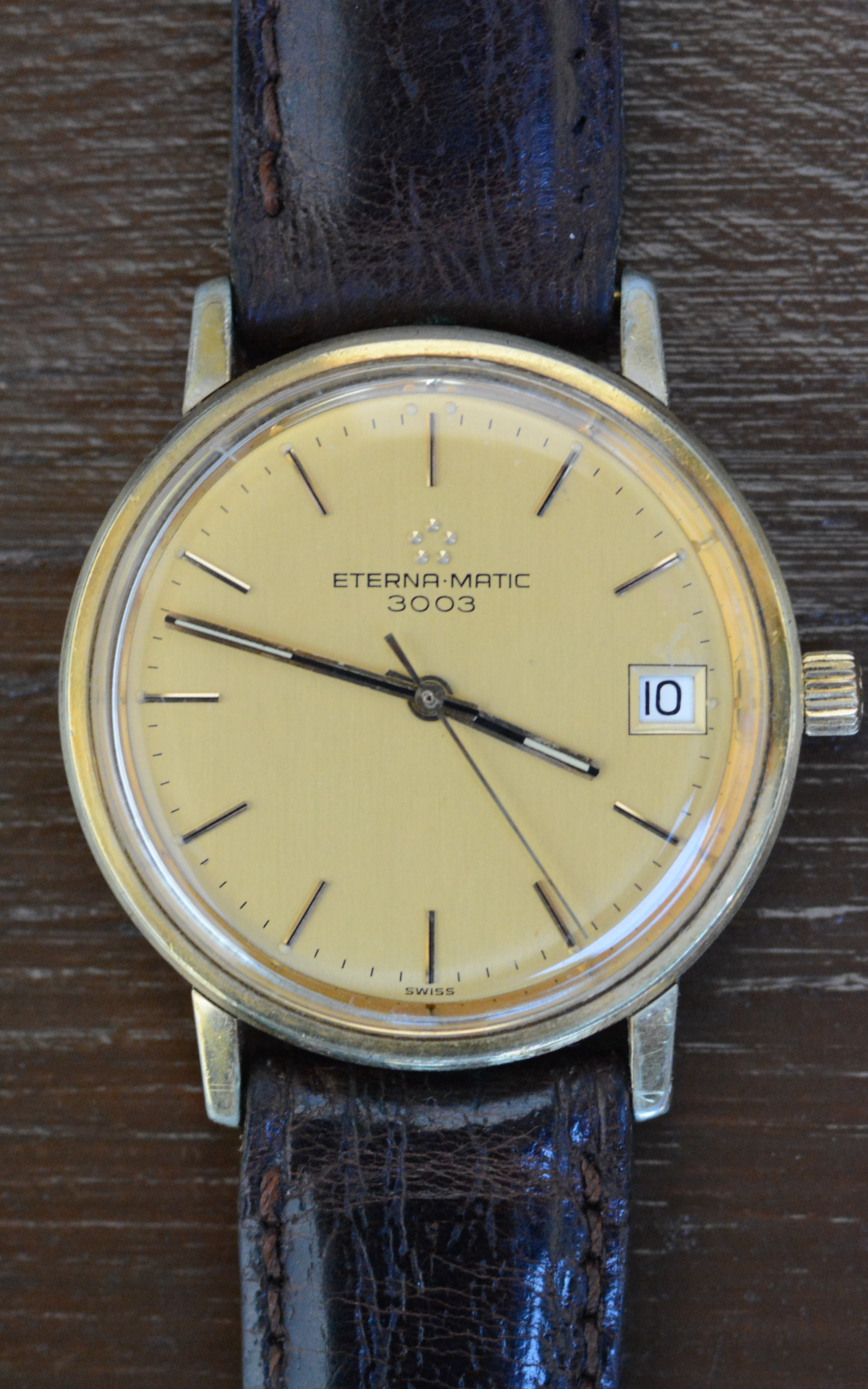
Eterna-Matic 3003, Kaliber 1504, 1974
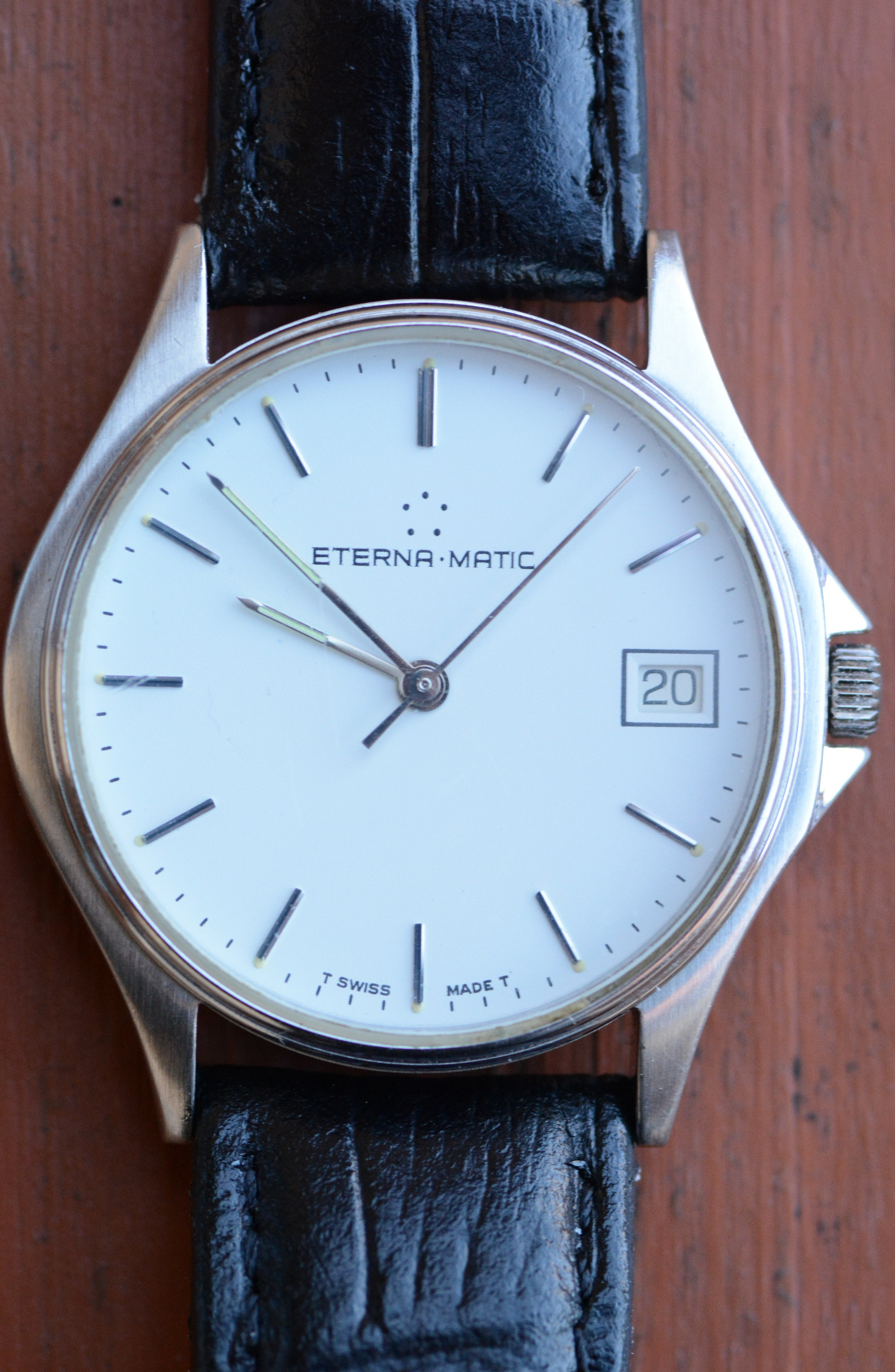
Eterna-Matic 1.043.3.1.04

## Kollektionen
- Adventic
- Vaughan
- Madison
- Heritage
- Centenaire
- 1948
- KonTiki
- Tangaroa
- Artena
- Contessa
- Monterey